# Basilika Notre-Dame de la Trinité (Blois)

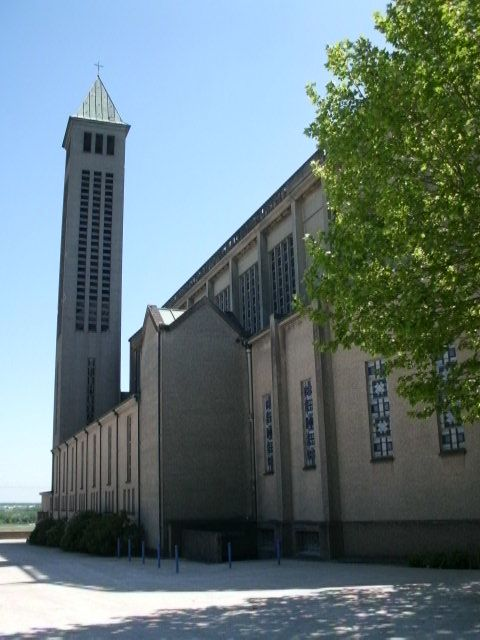
Basilika Notre-Dame de la Trinité

Die Basilika Notre-Dame de la Trinité de Blois („Basilika Unserer Lieben Frau von der Dreifaltigkeit von Blois“) ist eine Wallfahrtskirche in Blois im französischen Département Loir-et-Cher. 

## Geschichte
Die Basilika wurde aufgrund einer Initiative von Kapuzinern des Klosters in Blois errichtet und ihr Bau durch gesammelte Spenden ermöglicht. Die Kapuziner von Blois hatten durch die Verbreitung von Schriften zur Marienverehrung in mehreren Sprachen gewirkt. Diesem wurde 1921 durch Papst Benedikt XV. durch die Zulassung der Erzbruderschaft der drei Ave Maria und den Auftrag, diese Frömmigkeitsform zu verbreiten, Anerkennung gezollt. In den Folgejahren wurden Sammlungen zur Errichtung eines Zentrums für die Marienverehrung in Blois durchgeführt. 1932 begann der Bau, jedoch machten die Bauarbeiten erst 1935 unter der Leitung des Architekten Paul Rouvière sichtbaren Fortschritt. Mit dem Ausbruch des Zweiten Weltkriegs wurden die Arbeiten eingestellt, zumal der Architekt zu den ersten Opfern des Krieges gehörte. 1949 wurde die Kirche geweiht, 1956 wurde sie durch Papst Pius XII. zur Basilica minor erhoben.

## Architektur und Ausstattung

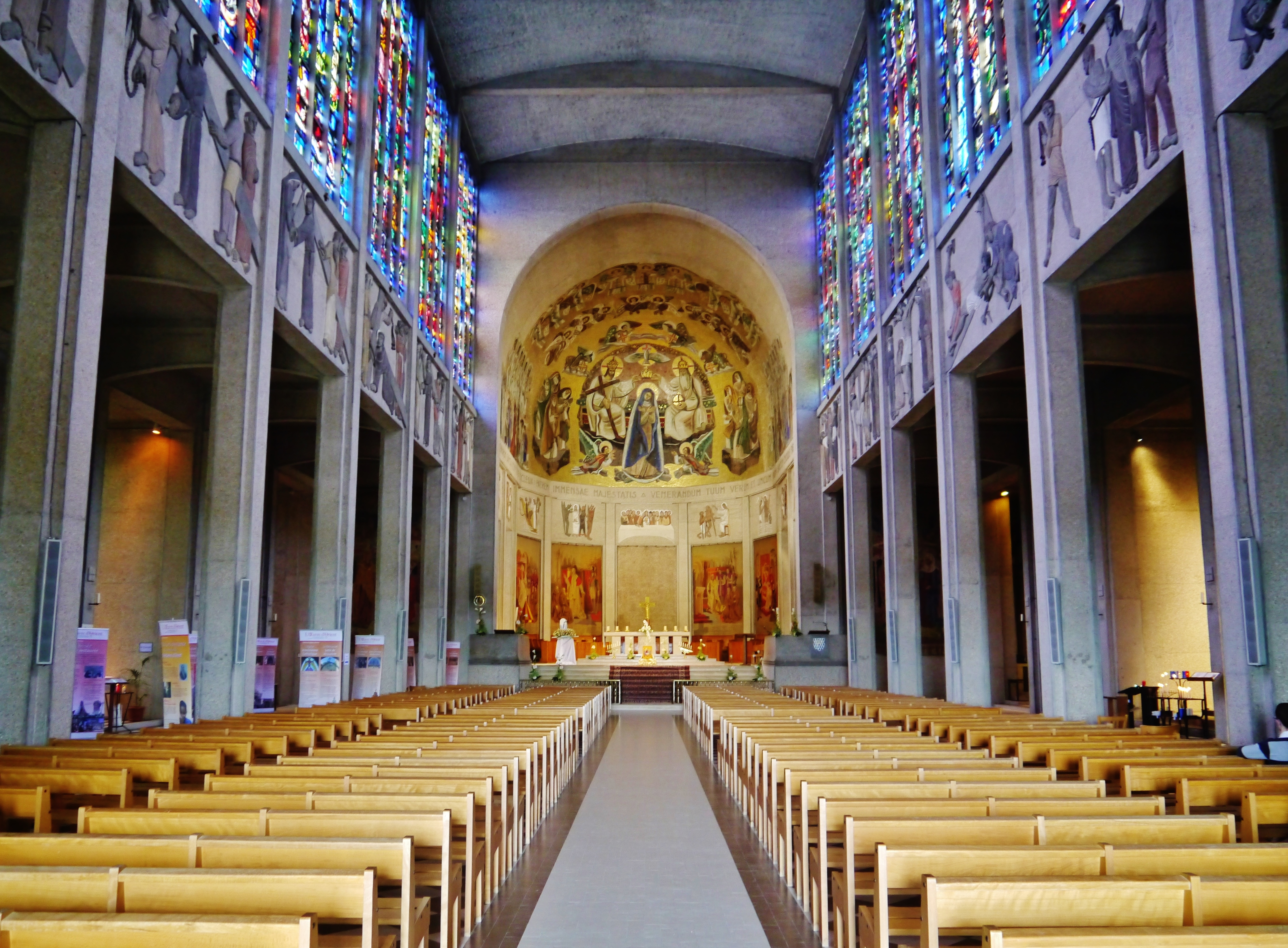
Innenraum

Die Basilika und der umgebende Konvents gelten als ein bedeutendes Beispiel der Sakralbaukunst der Zwischenkriegszeit in Frankreich. Das Kirchenschiff wird durch 14 große, buntgefasste Kirchenfenster beleuchtet. Auf diesen wird die Bedeutung der Marienmysterien im Rahmen der Heilsgeschichte und im Zusammenhang mit der Dreifaltigkeit dargestellt. Schöpfer dieser Fenster waren die Glaskünstler Louis Barillet, Jacques Le Chevallier und Théodore-Gérard Hanssen. Unter diesen Fenstern zieht sich ein Kreuzweg aus Monumentalskulpturen des Bildhauers Jean Lambert-Rucki entlang. Der Chor hinter dem Hauptaltar zeigt auf einem großen Mosaik unter anderem die Krönung Mariens. Der französische Gold- und Silberschmied Jean Puiforcat zeigte die Kunstwerke, die er für die Kirche in Blois geschaffen hatte, auf der Weltfachausstellung Paris 1937.
Die Basilika, das Kloster und die Räume für die Versorgung und Unterbringung der Pilger sind seit 1996 als Baudenkmal im Register des Départements als geschützt eingetragen.